# Душо Хаджидеков
Душо Деков Хаджидеков е български възрожденец.
Роден е в Чирпан около 1836 г. След завършване на чирпанското училище е изпратен в Пловдив да продължи образованието си. Градът по онова време е средище на люти борби между гърци и българи. Между борците против гъркоманията се нарежда и младият Душо, който спечелва уважението на другарите си със своя борчески темперамент, твърда воля и самоотверженост.
След като завършва образованието си, Душо се отдава на търговия и бързо напредва. Той щедро раздава помощи за поддържане на училища, подпомагане на бедни българи и т.н. Например, по негова инициатива и до голяма степен с негови средства, са открити основните училища в пловдивските квартали Мараша, „Гюл бахче“, Новата махала и училището „Света Троица“, а едничката стара къща, която след Освобождението притежавало Пловдивското училищно настоятелство, е подарена именно от Душо Хаджидеков. Самият той живеел скромно, под наем в стая в старата църква „Света Петка“. Това, което е написано върху паметника на педагога Песталоци: „Всичко за другите, нищо за себе си“, важи и за Душо Хаджидеков, като се има предвид неговата благотворителност. Значението на всичко това се засилва от факта, че се извършва по време, когато според писаното от Йоаким Груев „... у Пловдив било угаснало съзнанието на българската народност, по църкви се чело на гръцки, по училищата се учело гръцки, в отбрано общество се говорело гръцки“. В това мрачно за народа време народната гордост у Душо живо трептяла. Той си наумил да пробуди българина.
Църквата „Света Петка“, съградена от българи, била взета от гърците и в нея се служило на гръцки език. Група родолюбци, начело с Душо, нахлули една неделя в църквата, изгонили гърците и завзели църквата. Те всегласно заявили, че искат да се молят в своя църква, на свой роден език. С големи усилия и жертви пред султана патриаршията пак успяла да тури ръка на тази църква. Несполуката не отчаяла Душо. Надарен със здрав разум и верен практически усет, той доловил значението на просветата през онова време. За разцвета на училищното дело подарява почти цялото си имущество: 4 училища в Пловдив – 4 светилника от 4-те краища на града озарявали съзнанието, стопляли сърцето на българина.
Борбата се разширила. Апостолите на свободата Левски и Бенковски взели да навестяват Пловдив и да слагат основите на величавото си дело. Душо влязъл в близки връзки с Левски, с когото често имал срещи в дома си. Вече 40-годишен, той станал трън в очите на гърците. Мълвата за дейността на революционните комитети дала добър повод на гръцките първенци да представят Душо пред турската власт за опасен бунтовник. Той бил хванат от турската полиция и хвърлен в затвора „Таш-капия“. В тоя влажен зандан прекарал като същински мъченик цели 2 години.
Още по-мъченически бил краят на живота му. Рано сутринта на 4 януари 1878 г. – деня, в който бил освободен Пловдив, Душо бил изваден от килията. Изнемощял и бледен, но с вяра в правата българска кауза, заедно със 123-ма клети българи крачели обругани, блъскани и шибани с камшици към лобното място. И там до воденицата в Остромила в крайнините на сегашния Кючук Париж били насечени на късове.